# Лордис (Сан-Паулу)
Лордис (порт. Lourdes)  —  муниципалитет в Бразилии, входит в штат Сан-Паулу. Составная часть мезорегиона Арасатуба. Входит в экономико-статистический  микрорегион Биригуи. Население составляет 2259 человек на 2006 год. Занимает площадь 113,833 км². Плотность населения — 19,8 чел./км².

## История
Город основан в 1938 году.

## Статистика
- Валовой внутренний продукт на 2003 составляет 24.491.853,00 реалов (данные: Бразильский институт географии и статистики).
- Валовой внутренний продукт на душу населения на 2003 составляет 11.428,77 реалов (данные: Бразильский институт географии и статистики).
- Индекс развития человеческого потенциала на 2000 составляет 0,737 (данные: Программа развития ООН).